# Медреговац
Медреговац (алб. Metergocë) је насеље у општини Подујево, на Косову и Метохији.
У Медреговцу је 2013. живело десетак Срба, то су били једини преостали Срби у општини Подујево. До 1999. године у селу је било настањено око 15 српких кућа, али су након рата на Косову и Метохији напуштене, а касније од стране Албанаца девастиране. Некада је у овом мешовитом селу, које се налази на надморској висини од 980 метара, било 27 српских кућа из фамилијa Станковић, Јовановић, Сарић, Јаковљевић, Цицмил, Петровић, Лакићевић, Радовић, Јанковић, Перовић, Савовић, Ивовић, Спасић.
Последњи Срби Рашо и Милица Перовић су принудно напустили Медреговац 2017. године услед застрашивања од стране Албанаца. Породице које су након 1999. године покушале да опстану у селу су Перовићи, Јанковићи, Савовићи, Ивовићи, Спасићи. Након повлачења чешког контигента КФОР-а који је био задужен за област у којој се налази село Медреговац и погоршања безбедносне ситуације сви Срби су напустили Медреговац.

## Становништво
Насеље има албанску етничку апсолутну већину. Албнаци су попис становништва из 1991. године бојкотовали.  
| Демографија | Демографија | Демографија |
| Година      | Становника  | Становника  |
| ----------- | ----------- | ----------- |
| 1948.       | 74          |             |
| 1953.       | 82          |             |
| 1961.       | 80          |             |
| 1971.       | 73          |             |
| 1981.       | 58          |             |
| 1991.       | 16          |             |
| 2011.       | 79          |             |